# Scirocco-Powell
 Scirocco-Powell  va ser un equip britànic de cotxes de competició que va arribar a disputar curses a la Fórmula 1.
L'escuderia va prendre part en 2 temporades diferents (1963 i 1964) disputant 7 Grans Premis amb un total de 9 presències de monoplaces a la graella de sortida.
Va debutar a la primera cursa de la temporada 1963, el GP de Mònaco.
Els vehicles van ser pilotats pels pilots Ian Burgess (en 2 ocasions), Tony Settember (en 5 ocasions) i André Pilette (en dues ocasions), no aconseguint cap d'ells finalitzar cap cursa i no assolint cap punt pel campionat del món de la F1.

## Resum
- Curses disputades:  7
- Victòries: 0
- Podiums: 0
- Punts: 0